# 布萊克里弗-馬歇爾鎮區 (阿肯色州獨立縣)
布萊克里弗-馬歇爾鎮區（英語：Black River-Marshell Township）是位於美國阿肯色州獨立縣的一個行政鎮區。

## 地方資料
布萊克里弗-馬歇爾鎮區的面積為142.85平方千米，當中陸地面積為140.77平方千米，而水域面積為2.08平方千米。根據2010年美國人口普查的數據，當地共有人口341人，而人口密度為每平方千米2.39人。